# Жарікова Єлизавета Володимирівна
Єлизавета Володимирівна Жарікова (9 січня 1989, Новопсков, Луганська область, Україна) — українська поетка, співачка, авторка пісень.

## Життєпис
2004 — закінчила Новопсковську газопроводську середню школу.
2008 — закінчила Сєвєродонецьке музичне училище імені С. С. Прокоф'єва за фахом «Фортепіано».
2012 — закінчила Харківський національний університет імені В. Н. Каразіна (бакалавр) за спеціальністю «Українська філологія».
2014 — закінчила Київський національний університет імені Т. Г. Шевченка (магістр) за спеціальністю «Літературна творчість».

## Творчість

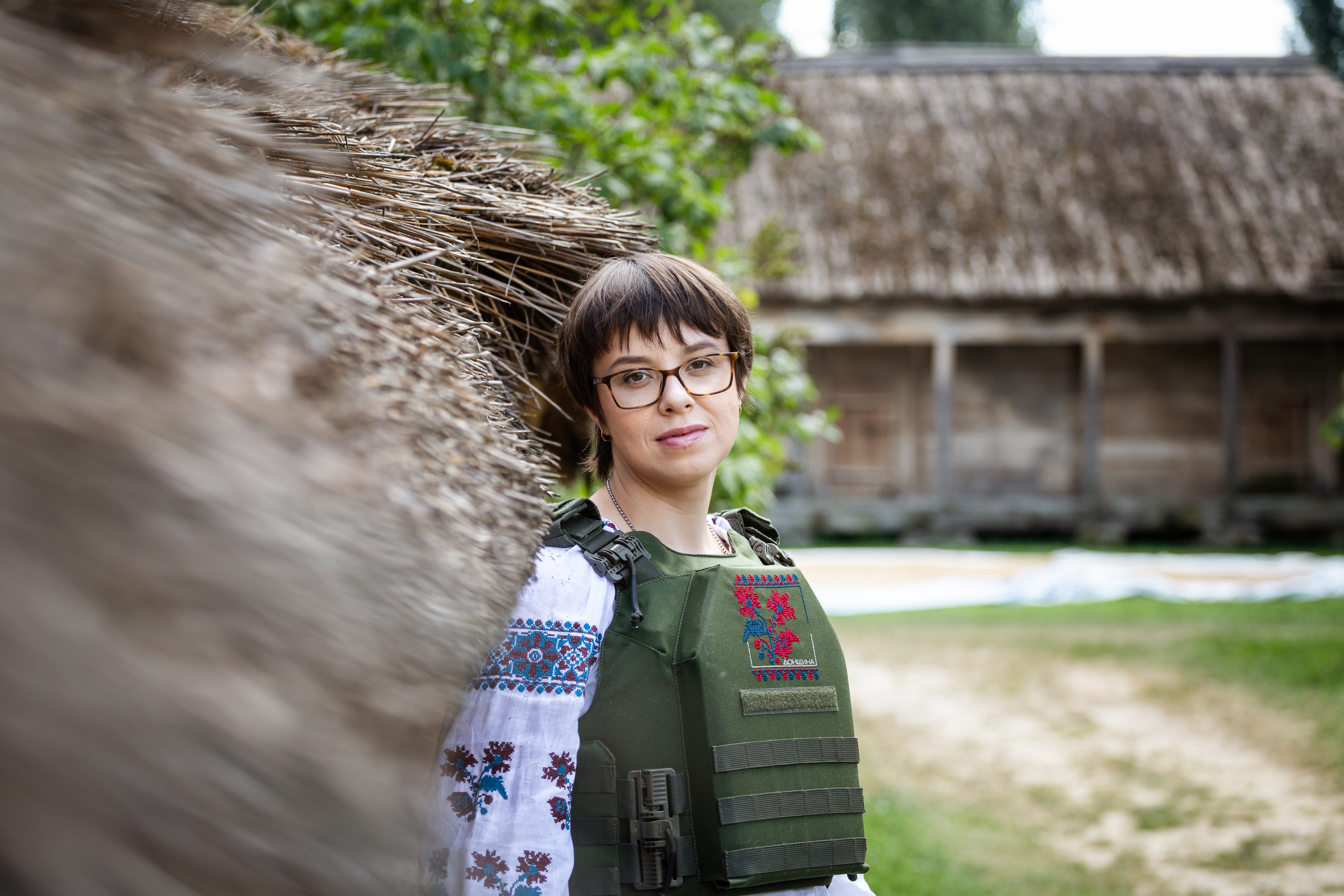
Єлизавета Жарікова для фотосесії журналу Forbes Україна (2023)

До 2010 року писала вірші й пісні російською мовою, потім перейшла на українську спочатку в спілкуванні, а потім і у творчості.
Вірші друкувалися в альманахах «Сполучник», «Сві-й-танок», «Скіфія», антології "Євромайдан. Лірична хроніка («Discursus»), «Антології молодої української поезії ІІІ тисячоліття» («А-ба-ба-га-ла-ма-га»), грузинсько-українському альманасі «Мова неба».
2013 — лауреат фестивалю авторської пісні «Срібна підкова».
2014 — переможець конкурсу «Жива троянда» (КНУ імені Т. Г. Шевченка).
2015 — переможець Всеукраїнського літературного конкурсу «Витоки» (Острозька академія).
2015 — ІІ премія Всеукраїнського конкурсу «Гранослов».
2016 — переможець всеукраїнського конкурсу авторської пісні «Мовою серця» (Івано-Франківськ).
2016 — фіналістка «Молодої республіки поетів».
2017 — переможець фестивалю «Ірпінський парнас» в номінації «Авторська пісня».
2017 — ІІ премія фестивалю «Червона рута» в номінації «Акустична музика».
2018 — ІІІ премія видавництва «Смолоскип» в номінації «Поезія».
З 2017 року є клавішницею та бек-вокалісткою інді-етно-гурту «Поророка».
Готує до запису перший альбом авторських пісень.

## Громадська діяльність
2012–2013 — активістка громадської організації КУПР.
Активно долучалася до боротьби проти так званого мовного «закону Колесніченка-Ківалова», зокрема зривала пресконференцію Вадима Колесніченка в 2013.
Активна учасниця Революції Гідності.